# Риндін Тимофій Родіонович
Тимофій Родіонович Риндін (23 січня 1907 , Черкаси, Черкаський повіт, Київська губернія, Російська імперія  — 5 листопада 1970 , Київ ) — український радянський партійний діяч, 1-й секретар Кагарлицького райкому КПУ Київської області. Депутат член Президії Верховної Ради УРСР 6-го скликання. Герой Соціалістичної Праці (1965). Член ЦК КПУ у 1961—1966 р.

## Біографія

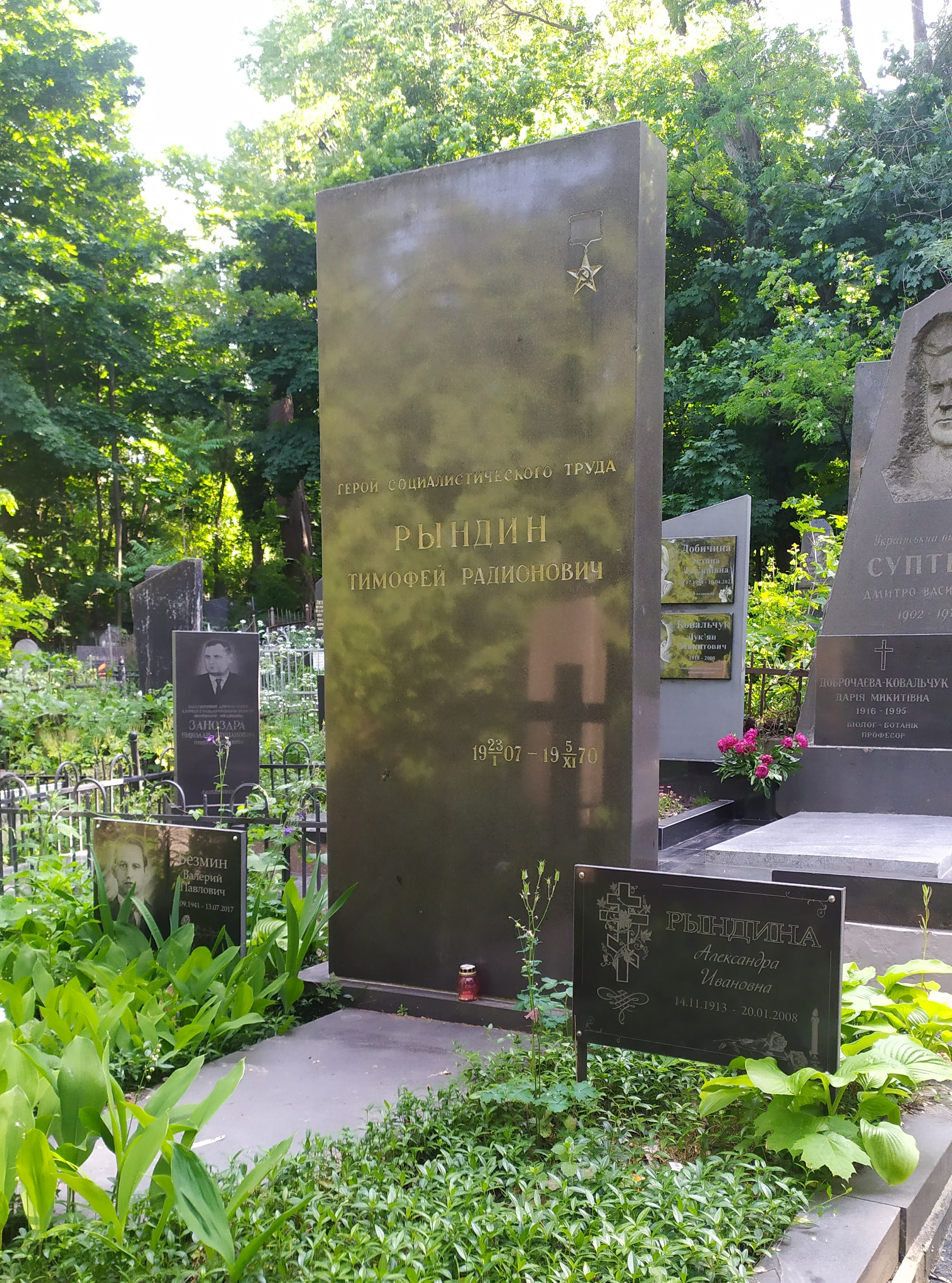
Могила Тимофія Риндіна, Байкове кладовище

Народився 23 січня 1907 року в родині робітника в місті Черкаси, тепер Черкаської області. Трудову діяльність розпочав 1923 року робітником промислових підприємств міста Черкаси. У 1927 році був обраний головою комітету незаможних селян.
Член ВКП(б) з 1939 року.
Учасник німецько-радянської війни. У 1941—1943 р. — служив у Радянській армії.
У грудні 1943 — листопаді 1944 р. — заступник голови виконавчого комітету Черкаської міської ради депутатів трудящих. У листопаді 1944 — 1947 р. — голова виконавчого комітету Черкаської міської ради депутатів трудящих Київської області.
У 1947—1950 р. — слухач Вищої партійної школи при ЦК КП(б)У.
У 1950—1953 р. — голова виконавчого комітету Кагарлицької районної ради депутатів трудящих Київської області.
У 1953—1962 р. — 1-й секретар Кагарлицького районного комітету КПУ Київської області.
У 1962—1965 р. — начальник Кагарлицького районного виробничого колгоспно-радгоспного управління Київської області.
З 1965 року — директор Дарницького спеціалізованого тресту овоче-молочних радгоспів Київської області.
Потім — персональний пенсіонер союзного значення. Помер у Києві 5 листопада 1970 року. Похований на Байковому кладовищі.

## Нагороди
- Герой Соціалістичної Праці (31.12.1965)
- орден Леніна (31.12.1965)
- ордени
- медалі